# Heiligkreuzkofel
Der Heiligkreuzkofel (seltener auch kurz Kreuzkofel, ladinisch Sas dla Crusc, italienisch Sasso di Santa Croce; alternativ auch Rosskofel, ladinisch L Ćiaval, italienisch Monte Cavallo) ist ein 2907 m s.l.m. hoher Berg in der Fanesgruppe in den Dolomiten. Er begrenzt das Südtiroler Gadertal ostseitig und ist Teil des Naturparks Fanes-Sennes-Prags. Unterhalb der Westwand liegen die Wallfahrtskirche Heilig Kreuz und das Schutzhaus Heiligkreuz-Hospiz.
Von der Wallfahrtskirche oder von der auf der anderen Seite des Berges gelegenen Fanes-Hochfläche führt ein markierter hochalpiner Übergang in die Kreuzkofelscharte (2612 m). Aus der Scharte ist der Gipfel von Süden entlang der Westabstürze über Schutt unschwierig erreichbar.

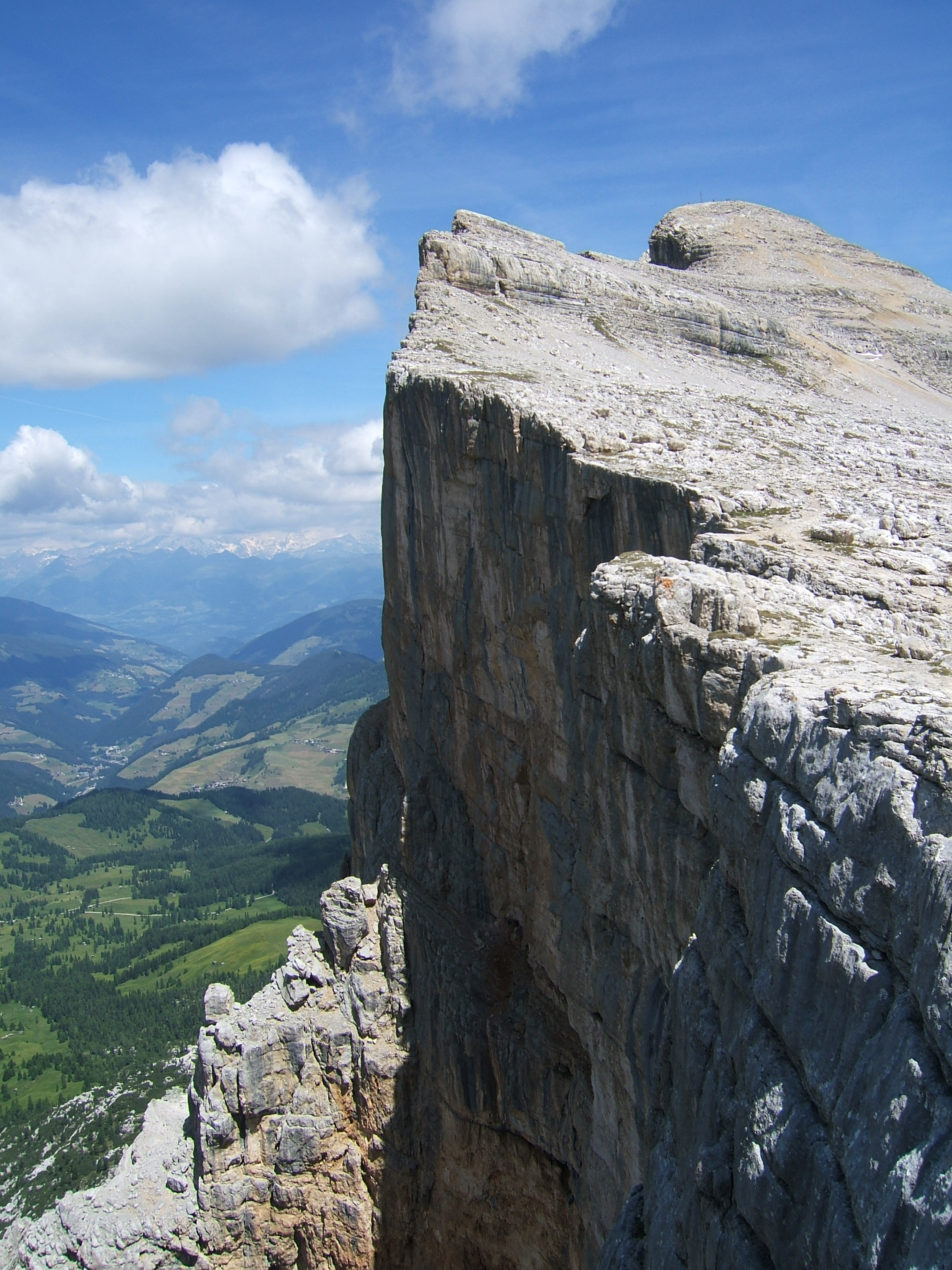
Gipfelaufbau von Süden

In den Westwänden des Heiligkreuzkofels befinden sich Kletterrouten bekannter Alpinisten wie Georges Livanos, Sepp Mayerl, Albert Precht, Reinhard Schiestl, Prem Darshano, Heinz Mariacher, Luisa Iovane und Christoph Hainz.
Besonders bedeutend ist der 1968 von Reinhold und Günther Messner eröffnete Mittelpfeiler, eine der damals schwierigsten Routen überhaupt. Sie wurde zu jener Zeit mit Schwierigkeitsgrad VI bewertet (die UIAA-Skala war zu diesem Zeitpunkt eine geschlossene Skala), heute mit VII+. Die erste Wiederholung dieser Route gelang Heinz Mariacher 1978, allerdings mit einer leichteren (VII-)Umgehung der Schlüsselstelle. Die erste freie Wiederholung der Schlüsselstelle gelang erst 1988 Andreas Orgler und Otti Wiedmann.
Weitere moderne Routen sind Loss lei, heb schun (IX-), Jugendliebe (VIII), Friedl-Mutschlechner-/Carlo -Großrubatscher-Gedächtnisweg von Christoph Hainz und A. Oberbacher (7b+) und Auf die Felsen, ihr Affen (7a) ebenfalls von Hainz.